# Саматов, Габдулхак Габдулгатович
Габдулхак Габдулгатович Саматов (12 октября 1930 — 6 марта 2009) — татарский богослов.

## Биография
Родился 12 октября 1930 года в селе Старое Ибрайкино, входившем в Аксубаевский район ТАССР. Его родители были верующими людьми, за свои убеждения они подверглись гонениям со стороны властей — отец Габдулхака за отказ вступить в колхоз был репрессирован и умер в заключении.
Ещё с детства пытаясь следовать законам шариата, Габдулхак последовательно отстаивал свои убеждения, он не был октябрёнком и пионером, не вступал в ВЛКСМ.
В 1951 году был призван в армию, затем работал шофёром. Даже будучи в армии, соблюдал религиозные предписания, регулярно совершал намаз. Одновременно с работой, продолжал изучение ислама. Одним из его учителей был Габдулхак Садыков (также был известен под фамилией Садыйков).
Несколько раз пытался окончить медресе Мири Араб, в которое поступил совместно с Талгатом Таджуддином, но все попытки, вследствие противодействия властей, окончились неудачно. Последний раз был исключён в 1968 году после того, как отказался сотрудничать с КГБ. Не помогло даже заступничество муфтиев Шакира Хиялетдинова и Шамсиддинхана Бабаханова.
В 1972 году стал имамом расположенной в Пермской области деревни Каян, но вследствие разногласий с местными властями, через 3 месяца был вынужден вернуться в Казань, где проживала его семья. После этого работал слесарем при мечети Марджани — единственной действовавшей на тот момент мечети Казани. Там познакомился с имамами Габдельхабиром Яруллиным и Ахмадзаки Сафиуллиным. В 1981 году стал имамом, возглавлял мечети в Альметьевске, Оренбург, а также Чистопольскую мечеть. В 1990 году совместно с Исхаком Лутфуллиным. Казанского высшего мусульманского медресе. Преподавал там же, одновременно с этим был имамом мечети Марджани. В 1998 году был избран главным кади ДУМ Татарстана.
Умер 6 марта 2009 года от болезни сердца. Джаназу над усопшим совершил лично Талгат Таджуддин.
Похоронен на Татарском кладбище Казани.
В память о Габдулхаке Саматове в Татарстане проходят «Саматовские чтения».

### Личная жизнь
Был женат, четверо детей. Сын Габдулхака Тагир Саматов является муфтием ХМАО-Югры.